# Chính sách thị thực của Venezuela
Du khách đến Venezuela phải xin thị thực từ một trong những phái bộ ngoại giao Venezuela trừ khi họ đến từ một trong những nước được miễn thị thực. Du khách phải có bằng chứng có đủ tiền chi trả cho quãng thời gian ở lại đây và giấy tờ cần thiết cho điểm đến tiếp theo của họ sau khi rời Venezuela. Du khách không có vé khứ hồi/chuyến tiếp theo có thể bị từ chối nhập cảnh. Tất cả du khách phải có hộ chiếu có hiệu lực 6 tháng.

## Bản đồ chính sách thị thực

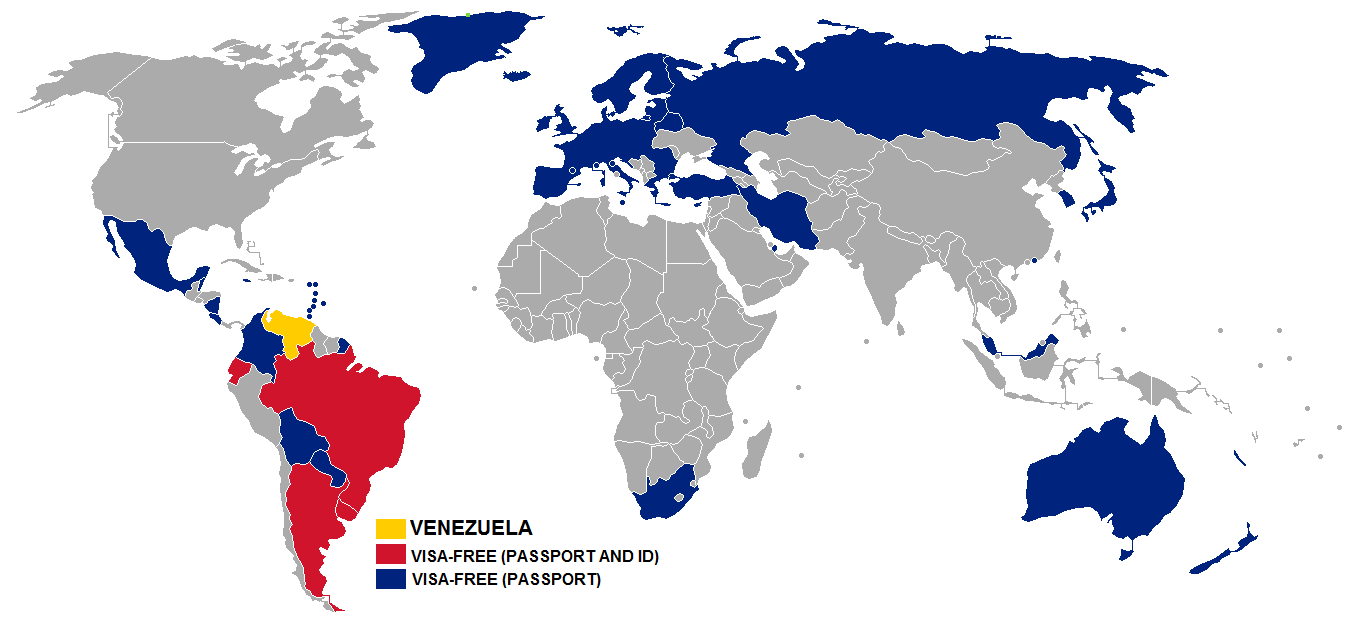
Chính sách thị thực Venezuela
Venezuela
Miễn thị thực (có thể nhập cảnh bằng hộ chiếu hoặc thẻ căn cước)
Miễn thị thực (có thể nhập cảnh bằng hộ chiếu)

## Miễn thị thực
Người sở hữu hộ chiếu phổ thông của 70 quốc gia và vùng lãnh thổ sau được miễn thị thực lên đến 90 ngày với mụ đích du lịch trừ khi được chú thích (có thể gia hạn một lần trừ khi là công dân của Bolivia và Colombia):
| - Tất cả công dân Liên minh Châu Âu \| - Andorra - Antigua và Barbuda - ArgentinaID - Australia - Barbados - Belarus - Belize - Bolivia1 - BrasilID - Canada - ChileID - Colombia - Costa Rica - Dominica \| - EcuadorID - Grenada - Guatemala - Hồng Kông - Iceland - Iran2 - Jamaica - Nhật Bản - Liechtenstein - Malaysia - Mexico - Monaco - New Zealand - Na Uy \| - Palestine - Paraguay - PeruID - Nga3 - Saint Kitts và Nevis - Saint Lucia - Saint Vincent và Grenadines - San Marino - Nam Phi - Hàn Quốc - Thụy Sĩ - Trinidad và Tobago - Thổ Nhĩ Kỳ - UruguayID \| \| | | |  |
| - Andorra - Antigua và Barbuda - ArgentinaID - Australia - Barbados - Belarus - Belize - Bolivia1 - BrasilID - Canada - ChileID - Colombia - Costa Rica - Dominica | - EcuadorID - Grenada - Guatemala - Hồng Kông - Iceland - Iran2 - Jamaica - Nhật Bản - Liechtenstein - Malaysia - Mexico - Monaco - New Zealand - Na Uy | - Palestine - Paraguay - PeruID - Nga3 - Saint Kitts và Nevis - Saint Lucia - Saint Vincent và Grenadines - San Marino - Nam Phi - Hàn Quốc - Thụy Sĩ - Trinidad và Tobago - Thổ Nhĩ Kỳ - UruguayID |  |

ID - có thể nhập cảnh bằng thẻ căn cước nếu đi du lịch.

1 - phải có chứng nhận đặt khách sạn hoặc thư mời.

2 - ở lại tối đa 15 ngày.

3 - ở lại tối đa 90 ngày trong mỗi chu kỳ 180 ngày.
Miễn thị thực với công dân  Hoa Kỳ nếu là thành viên tổ bay và không ở lại vượt quá 72 giờ.
| Ngày thay đổi thị thực |
| --- |
| Danh sách này không đầy đủ, bạn cũng có thể giúp mở rộng danh sách. - 19 tháng 6 năm 2008: Belarus - 6 tháng 3 năm 2009: Nga Đã hủy: - Hoa Kỳ: 3 tháng 3 năm 2015 - Panama: 16 tháng 10 năm 2017 |

Miễn thị thực 90 ngày cũng áp dụng với hộ chiếu ngoại giao hoặc công vụ của Algérie, Argentina, Áo, Barbados, Belarus, Belize, Bolivia, Brazil, Bulgaria, Chile, Costa Rica, Cuba, Cộng hòa Séc, Ecuador, El Salvador, Pháp, Gambia, Đức, Guatemala, Guinea, Guyana, Honduras, Hungary, Ấn Độ, Israel, Jamaica, Latvia, Liban, Libya, Litva, Mexico, Namibia, Nicaragua, Panama, Peru, Philippines, Ba Lan, Romania, Nga, Slovakia, Hàn Quốc, Tây Ban Nha, Thụy Sĩ, Syria, Trinidad và Tobago, Anh Quốc, Uruguay, Việt Nam và hộ chiếu ngoại giao của Colombia, Ý, Bồ Đào Nha và Suriname. Miễn thị thực 30 ngày với người sở hữu hộ chiếu ngoại giao hoặc công vụ của Trung Quốc, Indonesia, Iran và Thổ Nhĩ Kỳ, cũng như hộ chiếu làm việc công của Trung Quốc.

## Liên kết ngoại
- Visa policy of Venezuela Lưu trữ ngày 24 tháng 2 năm 2015 tại Wayback Machine, Ministry of Foreign Affairs of Venezuela
- The Embassy of Venezuela in the United States of America Lưu trữ ngày 29 tháng 7 năm 2015 tại Wayback Machine; also available in Spanish Lưu trữ ngày 23 tháng 2 năm 2018 tại Wayback Machine.